# Nothodiplax dendrophila
Nothodiplax dendrophila é uma espécie de libelinha da família Libellulidae.
É endémica de Suriname.
Os seus habitats naturais são: rios.